# Nissan NT500
Nissan NT500 — семейство среднетоннажных грузовых автомобилей, выпускаемых компанией Nissan Motor Iberica с осени 2013 года на основе Renault D.

## Информация
Полная масса NT500 составляет от 3,5 до 7,5 тонн. Каждая модель используется для внутригородских, региональных и магистральных грузоперевозок. Автомобиль разработан совместно с компанией Renault Trucks, которая производит аналогичную модель Renault D. Nissan NT500 заменил собой Nissan Atleon (2000—2013).
| Двигатель | Количество цилиндров | Объём | Мощность            | Крутящий момент | Нормы выбросов |
| --------- | -------------------- | ----- | ------------------- | --------------- | -------------- |
| ZD30      | Р4                   | 3,0 л | 110 кВт (150 л. с.) | 350 Н*м         | Евро-6         |
| ZD30      | Р4                   | 3,0 л | 130 кВт (176 л. с.) | 540 Н*м         | Евро-6         |